# Биньфыок
Биньфыок (вьет. Bình Phước, тьы-ном 平福) — провинция в южной части Вьетнама. Административный центр — город Донгсоай.

## География
Биньфыок расположена к северу от Хошимина, имеет границу с Камбоджей. Площадь составляет 6 874,6 км². Территория сравнительно равнинная со средней высотой над уровнем моря от 50 до 200 м. К востоку территория постепенно повышается по направлению к Центральному нагорью, достигая у восточной границы в среднем 500 м. Высшая точка провинции составляет 736 м, на западе и юго-западе Биньфыок имеются несколько невысоких холмов, высотой 200—300 м.
Речная сеть представлена бассейном реки Донгнай. Около 49 % от общей площади провинции покрыто лесом (главным образом восток и северо-восток).

## Население
Население — 874 961 человек. Городское население составляет всего около 15,4 %. В период с 2000 до 2005 население провинции выросло на 16,5 %, однако в последующие годы темпы роста значительно снизились.

## Административное деление
В административном отношении делится на:
- город Донгсоай;
- город Биньлонг;
- город Фыоклонг;

и 7 уездов:
- Буданг (Bù Đăng);
- Будоп (Bù Đốp);
- Бузямап (Bù Gia Mập);
- Тёнтхань (Chơn Thành);
- Донгфу (Đồng Phú);
- Хонкуан (Hớn Quản);
- Локнинь (Lộc Ninh).

## Экономика
Основу экономики составляет сельское хозяйство. Общая площадь обрабатываемых земель составляет 293 700 га. Основные продукты: орехи кешью, каучук, кофе и перец. Зерновые культуры занимают лишь небольшую долю обрабатываемых земель и общей сельскохозяйственной продукции.
Промышленность занимает около 15 % от ВВП провинции (на 2007 год). Основные отрасли: переработка сельскохозяйственной продукции, производство строительных материалов.